# 1:a infanteridivisionen (Rumänien)
1:a infanteridivisionen Dacica är en av de två stora enheterna av de rumänska landstyrkorna med säte i Bukarest.